# 辛文
辛文（1931年—2011年），男，山西石楼人，中华人民共和国政治人物，曾任四川省计划委员会主任，四川省政协副主席。